# Klann - grand guignol
Klann - Grand Guignol est un film à énigme franco-belge réalisé par Patrick Ledoux et sorti en 1969.

## Synopsis
Un cinéaste mégalomane renommé recherche pour son prochain film une Jeanne d'Arc d'aujourd'hui, aussi pure et intègre que son prédécesseur historique. Il ne parvient pas à imposer sa volonté auprès des nombreuses candidates pour le rôle, confondant les actrices et les femmes, la vie et le travail. Il voit alors sa Jeanne d'Arc idéale partir en fumée.

## Fiche technique
- Titre : Klann – grand guignol
- Réalisateur : Patrick Ledoux, assisté de Jacques Tréfouël, Pierre Drouot
- Producteur : Henry Lange, Pierre Levie
- Scénario : Jean Ferry, Nathan Grigorieff, Éric Uytborck, Patrick Ledoux
- Directeur de la photo : William Lubtchansky
- Année de sortie : 1969
- Durées : 90 minutes
- Pays de production : Belgique, France
- Langue : français
- Format : couleur, mono

## Distribution
- Gabriel Cattand : Klann
- Ursula Kubler : Patricia
- Marie Signe Ledoux : Nathalie
- David McNeil : Poitou
- Nathalie Vernier : Pernelie
- Ludwine Frosel : Sabine

## Nominations
Le film a été présenté à la Berlinale 1970 où il était sélectionné pour l'Ours d'or, mais le festival a été annulé à la suite d'un scandale.